# Pardaliparus
A Pardaliparus a madarak osztályának verébalakúak (Passeriformes) rendjébe és a cinegefélék (Paridae) családjába tartozó nem. Egyes rendszerekben ezeket a fajokat a közeli rokon Periparus nembe sorolják.

## Rendszerezés
A nemet Edmond de Sélys Longchamps írta le 1884-ben, jelenleg az alábbi 3 faj tartozik ide:
- ékszercinege (Pardaliparus venustulus)
- párduccinege (Pardaliparus elegans)
- kapucinuscinege (Pardaliparus amabilis)